# Norrie
Norrie – miasto w Stanach Zjednoczonych, w stanie Wisconsin, w hrabstwie Marathon.